# Claus Ogerman
Claus Ogerman (eigentlich Klaus Ogermann, * 29. April 1930 in Ratibor; † 8. März 2016 in München) war ein deutschamerikanischer Komponist und Arrangeur.

## Leben und Wirken
Klaus Ogermann wurde im oberschlesischen Ratibor, dem heutigen Racibórz, Polen, geboren. Den anglisierten Namen Claus Ogerman gab er sich erst später in den USA. Seine Eltern waren Johann (Hans) Ogermann und dessen Ehefrau Emma, geborene Wrazidlo. Nach dem Ende des Zweiten Weltkrieges zog er mit seiner Familie in die amerikanische Besatzungszone nahe Nürnberg. Die Familie hatte wie Millionen anderer deutscher Vertriebener und Flüchtlinge alles verloren, wie Ogerman einmal in einem Interview zu seinem großen CD-Album The Man Behind the Music bemerkte.
In den 1950er Jahren arbeitete er als Arrangeur und Pianist, unter anderem mit Kurt Edelhagen, Max Greger und Delle Haensch. Unter dem Namen „Tom Collins“ nahm er auch einige Singles als Sänger auf, sowohl solistisch als auch im Duett mit Hannelore Cremer. Am 6. Dezember 1955 trat er mit Chet Baker im TV-Studio des Südwestfunks in Baden-Baden auf. Außerdem arbeitete er als Filmkomponist.
Im Oktober 1959 übersiedelte Ogerman nach New York City. Dort traf er auf Don Costa, der Ogerman u. a. mit Quincy Jones bekannt machte. Jones (damals Chef von A&R bei Mercury Records) stellte Ogerman als Arrangeur ein und beauftragte ihn mit einer Reihe von Arrangements. 1962, als der Bossa Nova die USA erreichte, traf Ogerman auf Antônio Carlos Jobim. Mit ihm und anderen Vertretern des Bossa Nova entwickelte sich ein langjähriges gemeinsames Schaffen. 
Schnell machte sich Ogerman einen Namen und arbeitete in den folgenden zwanzig Jahren mit diversen bekannten Stars des Jazz und der Populärmusik zusammen. 1963 schrieb er die Arrangements zu Lesley Gores No.1-Hit It’s My Party. Ogerman entwickelte in dieser Zeit neue Formen des Arrangements, die sich stark an klassischen Elementen orientierten. Seine unverkennbare Art und Sprache, im Besonderen für Streicher, haben einen prägenden Eindruck beim Hörer hinterlassen. Gerade seine Zusammenarbeit mit Künstlern wie Gidon Kremer zeigt auch hier seine innovative Kraft, mit Streicher-Texturen neue Sphären zu erreichen. Andererseits stieß seine Arbeit aus dieser Zeit später auf erhebliche Kritik, wegen ihrer kommerziellen Ausrichtung. Der kanadische Journalist Gene Lees schrieb in seinem Werk Singers and the Song abfällig über Ogerman, dass er Quincy Jones den „Scheiß“ geben würde, den dieser für Leute wie Gore verlangen würde, und dass Ogerman „Müll nach Bedarf raushauen“ könnte.
Die Produktionen unter Tommy LiPuma in den siebziger Jahren zeitigten den größten Erfolg hinsichtlich seines Bekanntheitsgrades als auch hinsichtlich seiner kommerziellen Karriere als Arrangeur und Komponist. Im Besonderen die Zusammenarbeit mit dem Jazzgitarristen George Benson war äußerst erfolgreich. Mit Alben wie Breezin 1976, Inflight 1978 und Living Inside Your Love 1979 (für das Arrangement des Titels Soulful Strut erhielt er einen Grammy), belegte Ogerman über Jahre Spitzenplätze in den Verkaufs- und Radiolisten.
Als eigenständiges Werk aus diesem Genre ist auch seine eigene Ballett-Adaption Gate of Dreams zu erwähnen, die am 14. Juli 1974 im Lincoln Center in New York unter der Bezeichnung Some Times mit dem American Ballet Theatre zur Uraufführung gelangte. Das Werk wurde 1976, nun unter dem Titel Gate of Dreams, unter eigenem Orchesternamen von Tommy LiPuma für das Warner Brother Label produziert. Ogerman konnte dafür Künstler wie George Benson, Joe Sample, Dave Sanborn, Michael Brecker, Peter Maunu, John Guerin, Chuck Domanico, Larry Bunker, Chino Valdes und Ralph Grierson gewinnen.
1974 schrieb er mit Symbiosis ein viel beachtetes Klavierkonzert für den Jazzpianisten Bill Evans, das u. a. bei dem Klassikpianisten und Bach-Interpreten Glenn Gould Begeisterung hervorrief.
1979 zog sich Ogerman aus dem kommerziellen Musikgeschäft zurück und widmete sich danach ausschließlich der Komposition eigener Werke, u. a. für Michael Brecker, Gidon Kremer sowie für die Mezzosopranistin Brigitte Fassbaender.
In dieser Schaffensperiode lehnte er die Angebote bekannter Musiker wie Prince, Ella Fitzgerald, Dee Dee Bridgewater, Wynton Marsalis, Tony Bennett, Till Brönner und andere ab, für sie Alben zu produzieren und zu arrangieren.
Erst im Jahre 2001 gelang es dem Produzenten Tommy LiPuma mit der kanadischen Jazz-Pianistin Diana Krall, Ogerman zur Rückkehr in das kommerzielle Musikgeschäft zu bewegen. Ogerman orchestrierte und arrangierte zunächst für Diana Krall das Album The Look of Love, später auch ihr ganz im Stil der Bossa-Nova-Aufnahmen der 60er Jahre gehaltenes Album Quiet Nights, das 2010 mit einem Grammy in der Kategorie Bestes Instrumentalarrangement mit Gesangsbegleitung ausgezeichnet wurde.

## Werk
In den Jahrzehnten seines Schaffens entwickelte Ogerman einen sehr erfolgreichen, stark von klassischen Elementen beeinflussten Stil der Orchestrierung und des Arrangements. Neu-Arrangements bekannter Melodien, die heute zur Musikberieselung in Fahrstühlen, Hotels und Einkaufszentren verwendet werden (Muzak), basieren häufig auf den Konzepten Ogermans.
Ogerman arbeitete von 1958 bis 1979 mit vielen bekannten Musikern und arrangierte und produzierte deren Alben. Genannt seien Stan Getz, Astrud Gilberto, João Gilberto, und Sammy Davis Jr. Hervorzuheben sind die Alben:
- Billie Holiday, Lady in Satin (1958),
- LeRoy Holmes, Bossa Nova (1962) – mit den Eigenkompositionen Morena, Tabatinga, The Jazz Samba und Nocturne
- Bill Evans: Plays the Theme from The V.I.P.s and Other Great Songs (1963)
- Cal Tjader, Warm Wave (1964) – mit der Eigenkomposition Sunset Boulevard (1964)
- Bill Evans & Jim Hall, Intermodulation (1966) – mit der Eigenkomposition The Jazz Samba
- Bill Evans Trio with Symphony Orchestra (1966) – mit der Eigenkomposition Elegia (Elegy)
- Wes Montgomery, Tequila (1966)
- Francis Albert Sinatra & Antônio Carlos Jobim (1967)
- Connie Francis Sings Bacharach & David (1968)
- Oscar Peterson, Motions and Emotions, MPS (1969)
- Barbra Streisand, Stoney End (1971)
- Hank Jones, Hanky Panky (1975) – mit der Eigenkomposition Favors
- Bill Evans, Intuition (1975) – mit der Eigenkomposition A Face Without a Name
- Barbra Streisand, Classical Barbra (1976) – mit der Eigenkomposition I Loved You
- Michael Franks, Sleeping Gypsy (1977)
- Stanley Turrentine, Nightwings (1977) – mit den Eigenkompositionen Nightwings und Don't Give Up On Us
- Stéphane Grappelli, Uptown Dance (1978) – mit den Eigenkompositionen Uptown Dance und Favors
- Jan Akkerman, Aranjuez (1978) – mit der Eigenkomposition Nightwings
- Freddie Hubbard, The Love Connection (1979) – mit der Eigenkomposition This Dream
- George Benson, Livin’ Inside Your Love (1979)
- Diana Krall, The Look of Love (2001)
- Diana Krall, Quiet Nights (2009)

Ogermans bekannteste klassisch orientierte Alben mit Eigenkompositionen sind:
- 1974 – Symbiosis, für Jazzpiano und Orchester, mit Bill Evans
- 1977 – Gate of Dreams
- 1982 – Cityscape für Saxophon und Orchester, mit Michael Brecker
- 1982 – Elegia, Lyric Suite, Preludio & Chant, Symphonic Dances, I Loved You, mit Gidon Kremer (Violine), Marilyn Schmiege (Mezzosopran) und dem London Symphonic Orchestra, Leitung Claus Ogerman
- 1985 – Chorlieder nach Texten von Georg Heym, Album des Kölner Rundfunkchors
- 1988 – Brigitte Fassbaender, Lieder von Gustav Mahler, Alban Berg und Claus Ogerman, mit John Wustman (Klavier)[9]
- 1992 – Symphonic Dances, Some Times (Ballet), mit The New York Studio Symphony Orchestra
- 2007 – Violin and Piano Works, mit Yue Deng (Violine) und Jean-Yves Thibaudet (Klavier) – Decca
- 2008 – Across the Crystal Sea, mit Danilo Pérez

## Filmmusiken (Auswahl)
- 1956: Das alte Försterhaus
- 1958: Ich war ihm hörig
- 1958: Alle Sünden dieser Erde
- 1958: Liebe, Mädchen und Soldaten
- 1958: Mit Eva fing die Sünde an
- 1959: Mädchen für die Mambo-Bar
- 1959: Ein Sommer, den man nie vergißt

## Auszeichnungen
Ogerman wurde insgesamt sechzehnmal für den Grammy nominiert. Er gewann die Trophäe 1980 für sein Arrangement des George-Benson-Songs Soulful Strut, veröffentlicht auf dem Album Living Inside Your Love (1979).
Insgesamt 37 weitere Alben, an denen Ogerman mitgewirkt hat, wurden ebenfalls für den Grammy vorgeschlagen.